# Llista d'episodis de Planeta Imaginari
Aquesta és una llista d'episodis de la sèrie Planeta imaginari.
La sèrie es divideix en dues èpoques. La primera i segona temporada, que es van rodar en català i cada episodi està dividit en dues parts i la resta de temporades que varen ser rodades en castellà (amb una primera temporada amb episodis seleccionats de la versió catalana). Aquesta segona època no està doblada al català.

## Versió catalana

### Primera temporada
| Episodi | Títol                     | Emissió              |
| --- | ------------------------- | -------------------- |
| 1 | «Els astres, 1a part»     | 12 d'abril de 1983   |
| Flip mira còmics amb dibuixos d'éssers galàctics. Coneixem un titella que representa Jaume Sisa. L'artista Pep Bou ens fa bombolles de sabó que són com els planetes. El mag Félix. Ombres xineses amb el conte El planeta de la memòria. |                           |                      |
| 2 | «Els astres, 2a part»     | 13 d'abril de 1983   |
| Segona part del programa dedicat als astres. Flip mira còmics amb dibuixos d'éssers galàctics. Coneixem un titella que representa Jaume Sisa. L'artista Pep Bou ens fa bombolles de sabó que són com els planetes. El mag Félix. Ombres xineses amb el conte El planeta de la memòria.                                                                                |                           |                      |
| 3 | «El blau, 1a part»        | 19 d'abril de 1983   |
| A la primera part d'El blau, el cantant Francesc Pi de la Serra i el pintor Pep Duran Ventura són al planeta imaginari de la Flip. Còmic de Luis García, il·lustracions de Carme Solé Vendrell i Horacio Elena. Ombres xineses de l'escola de Titelles de l'Institut del Teatre.                                                                                      |                           |                      |
| 4 | «El blau, 2a part»        | 20 d'abril de 1983   |
| A la segona part d'El blau, al planeta imaginari, el cantant Francesc Pi de la Serra i els Jocs blaus de l'Escola Enxaneta de Mataró, al Maresme. |                           |                      |
| 5 | «El paper, 1a part»       | 26 d'abril de 1983   |
| El paper al planeta imaginari: amb el cantant Àngel Daban. Vicente Palacios ens ensenya què és la papiroflèxia. El paper de festa de Josep Manyà i el còmic de Mercè Martí. També els Titelles Baby. |                           |                      |
| 6 | «El paper, 2a part»       | 27 d'abril de 1983   |
| A la segona part de l'espai dedicat al paper al planeta imaginari, el cantant Àngel Daban, Vicente Palacios i la papiroflèxia. El món del paper de l'Escola Heura i la intervenció de l'actor Manel Barceló. |                           |                      |
| 7 | «Els animals, 1a part»    | 3 de maig de 1983    |
| En aquest programa intervenen Gemma Beltran, el còmic Joan Ramos, Ventura Clavaguera i l'escola de titelles de l'Institut del Teatre. |                           |                      |
| 8 | «Els animals, 2a part»    | 4 de maig de 1983    |
| Intèrprets: Enric Casamitjana, Pere Fullana i Cristina Posch. |                           |                      |
| 9 | «Les minlatures, 1a part» | 10 de maig de 1983   |
| Intervenen: Xesco Boix, Ciutat de paper de X. Solé i J. Palet |                           |                      |
| 10 | «Les minlatures, 2a part» | 11 de maig de 1983   |
| Intervenen: Xesco Boix |                           |                      |
| 11 | «Els invents, 1a part»    | 17 de maig de 1983   |
| Primera part dels dos capítols de Planeta Imaginari dedicats als invents. Un regenerador capil·lar de Josep Maria Beà. Els titelles de "Fira fantàstica" són tres dels components del grup La Trinca. Joguines populars amb Josep Maria Pobla. Llibres d'invents, per Enric Pladevall. Teatre de titelles amb el 'Teatre de l'estenedor'. Fitxes de dominó que cauen. |                           |                      |
| 12 | «Els invents, 2a part»    | 18 de maig de 1983   |
| Segona part dels dos capítols de Planeta Imaginari dedicats als invents. Un regenerador capil·lar de Josep Maria Beà. Els titelles de "Fira fantàstica" són tres dels components del grup La Trinca. Els autòmates del Tibidabo. Una màquina inventada per Lluís Vallbé i Ignasi Hosta.                                                                               |                           |                      |
| 13 | «El circ, 1a part»        | 20 de maig de 1983   |
| Primera part de Planeta imaginari dedicada al circ. Amb el mag Trebol, l'home orquestra Pep Camps, el còmic Joan Romaní i els titelles de la Fira fantàstica. |                           |                      |
| 14 | «El circ, 2a part»        | 25 de maig de 1983   |
| Segona part de l'espai infantil Planeta imaginari dedicada al circ. Amb el mag Trebol, l'home orquestra Pep Camps, el còmic Joan Romaní i els titelles de la Fira fantàstica. A més, Aquilino Magic Circus. |                           |                      |
| 15 | «La música, 1a part»      | 31 de maig de 1983   |
| Primera part del programa Planeta imaginari dedicat a la música amb Santi Arisa, l'orquestra de titelles de Paquita Valls i els titelles de la Fira fantàstica. |                           |                      |
| 16 | «La música, 2a part»      | 1 de juny de 1983    |
| Segona part del programa Planeta imaginari dedicat a la música amb Santi Arisa, el còmic Carles Rubio, els titelles de la Fira fantàstica i les ombres xineses de l'Escola de Titelles de l'Institut del Teatre. |                           |                      |
| 17 | «El bosc, 1a part»        | 7 de juny de 1983    |
| Primera part del programa dedicat al bosc. |                           |                      |
| 18 | «El bosc, 2a part»        | 8 de juny de 1983    |
| Intervé Àngel Daban. |                           |                      |
| 19 | «El cinema, 1a part»      | 14 de juny de 1983   |
| Primera part del programa dedicat al cinema. |                           |                      |
| 20 | «El cinema, 2a part»      | 15 de juny de 1983   |
| Intervé Alfons Girao. |                           |                      |
| 21 | «Foc i fum, 1a part»      | 21 de juny de 1983   |
| Amb la intervenció d'Encarna Sànchez, l'Herbolari de David Griñó, el còmic Llorenç Miquel, la veu de Sisa i marionetes de la Fira Fantàstica. |                           |                      |
| 22 | «Foc i fum, 2a part»      | 22 de juny de 1983   |
| Segona part del programa dedicat al foc i al fum. |                           |                      |
| 23 | «Viatges, 1a part»        | 28 de juny de 1983   |
| Primera part del programa dedicat als viatges. |                           |                      |
| 24 | «Viatges, 2a part»        | 29 de juny de 1983   |
| Segona part del programa dedicat als viatges. |                           |                      |
| - | «Edició especial»         | 12 d'octubre de 1983 |
| Edició especial amb motiu del premi Ciutat de Barcelona 1983 de Televisió, de noranta minuts, amb una retrospectiva al programa i breus entrevistes als creadors, personatges, artistes i cantants que hi han intervingut. |                           |                      |

### Segona temporada
| Episodi | Títol                    | Emissió              |
| --- | ------------------------ | -------------------- |
| 25 | «Menjar, 1a part»        | 24 de gener de 1984  |
| Primera part de l'episodi dedicat al menjar. Intervenen el cantant Santi Arisa, els alumnes de la l'escola Lavinia de Barcelona, el còmic Llorenç Miquel, l'actor Jordi Vila, les titelles de La Fira Fantàstica, les ombres xineses de l'escola de titelles de l'Institut del teatre i la "boca" manipulada per El Drac. |                          |                      |
| 26 | «Menjar, 2a part»        | 25 de gener de 1984  |
| Segona part de l'episodi dedicat al menjar. Intervenen el cantant Santi Arisa, els alumnes de la l'escola Lavinia de Barcelona, el còmic Llorenç Miquel, l'actor Jordi Vila, les titelles de La Fira Fantàstica, les ombres xineses de l'escola de titelles de l'Institut del teatre i la "boca" manipulada per El Drac. |                          |                      |
| 27 | «Nonsense, 1a part»      | 7 de febrer de 1984  |
| Primera part de l'episodi dedicat a Lewis Carroll. La visita de Humpty Dumpty, el personatge de Lewis Carroll amb aparença d'ou, porta al planeta a un cúmul de situacions absurdes. Intervenen la marioneta de Sisa, els alumnes de l'escola Rocafonda de Mataró, el còmics David Nadal, els actors J. M. Orfila "Polac" i Anna Brianso, les titelles de Los Aquilino i les ombres xineses de l'escola de titelles de l'Institut del Teatre. |                          |                      |
| 28 | «Nonsense, 2a part»      | 8 de febrer de 1984  |
| Segona part de l'episodi dedicat a Lewis Carroll. La visita de Humpty Dumpty, el personatge de Lewis Carroll amb aparença d'ou, porta al planeta a un cúmul de situacions absurdes. Intervenen la marioneta de Sisa, els alumnes de l'escola Rocafonda de Mataró, el còmics David Nadal, els actors J. M. Orfila "Polac" i Anna Brianso, les titelles de Los Aquilino i les ombres xineses de l'escola de titelles de l'Institut del Teatre.  |                          |                      |
| 29 | «Les rodes, 1a part»     | 21 de febrer de 1984 |
| Primera part de l'episodi dedicat a les rodes. |                          |                      |
| 30 | «Les rodes, 2a part»     | 22 de febrer de 1984 |
| Segona part de l'episodi dedicat a les rodes. |                          |                      |
| 31 | «Volar, 1a part»         | 6 de març de 1984    |
| Primera part de l'episodi dedicat a volar. Intervenen l'actor Pere Ponce, el còmic de Scaramuix, els músics Carles Miras, Ricard Pujol i Xavier Zapater, els alumnes de l'escola Ginebró de Llinars del Vallès i les ombres xineses i titelles de la companyia La Fanfarra |                          |                      |
| 32 | «Volar, 2a part»         | 7 de març de 1984    |
| Segona part de l'episodi dedicat a volar. Intervenen l'actor Pere Ponce, el còmic de Scaramuix, els músics Carles Miras, Ricard Pujol i Xavier Zapater, els alumnes de l'escola Ginebró de Llinars del Vallès i les ombres xineses i titelles de la companyia La Fanfarra. |                          |                      |
| 33 | «Deixalles, 1a part»     | 20 de març de 1984   |
| Primera part de l'episodi dedicat a les deixalles. Intervenen el cantant Àngel Gaban, els alumnes de l'escola Sant Martí d'Arenys de Munt, el còmics Antoni Mico i els actors Ferran Rañé i Àngel Aymar i les titelles de La Claca. |                          |                      |
| 34 | «Deixalles, 2a part»     | 21 de març de 1984   |
| Segona part de l'episodi dedicat a les deixalles. Intervenen el cantant Àngel Gaban, els alumnes de l'escola Sant Martí d'Arenys de Munt, el còmics Antoni Mico i els actors Ferran Rañé i Àngel Aymar i les titelles de La Claca. |                          |                      |
| 35 | «La dansa, 1a part»      | 3 d'abril de 1984    |
| Primera part de l'episodi dedicat a la dansa. Intervenen el ballet de Cesc Gelabert amb Cesc Gelabert, Lydia Azzorardi, Ramón Colomina, Asunción Arqués i Pilar Maese; els alumnes de l'escola Dofí de Premià de Mar, el còmic David Nadal i les titelles de La Fira Fantàstica. |                          |                      |
| 36 | «La dansa, 2a part»      | 4 d'abril de 1984    |
| Segona part de l'episodi dedicat a la dansa. Intervenen el ballet de Cesc Gelabert amb Cesc Gelabert, Lydia Azzorardi, Ramón Colomina, Asunción Arqués i Pilar Maese; els alumnes de l'escola Dofí de Premià de Mar, el còmic David Nadal i les titelles de La Fira Fantàstica. |                          |                      |
| 37 | «Televisió, 1a part»     | 17 d'abril de 1984   |
| Primera part dedicada a la televisió. Teresa Soler condueix el programa amb la col·laboració de l'actriu Imma Colomer que fa el paper de la televisió, amb les seccions habituals del Còmic de David Nadal, el grup de titelles "Badabadoc" i els llibres de Pep Duran. |                          |                      |
| 38 | «Televisió, 2a part»     | 18 d'abril de 1984   |
| Segona part dedicada a la televisió. Teresa Soler condueix el programa amb la col·laboració de l'actriu Imma Colomer que fa el paper de la televisió, amb les seccions habituals del Còmic de David Nadal, el grup de titelles "Badabadoc" i els llibres de Pep Duran. |                          |                      |
| 39 | «Ordinadors, 1a part»    | 5 de maig de 1984    |
| Primera part dels dos capítols de Planeta Imaginari dedicats als ordinadors. Intervenen el cantant Ramon Muntaner, el 'còmic' Scaramuix, les ombres xineses de La Fanfarra i els titelles Babi. Amb els actors Marta Angelat, Carles Sales i Jaume Sorribas. |                          |                      |
| 40 | «Ordinadors, 2a part»    | 5 de maig de 1984    |
| Segona part de Planeta Imaginari sobre els ordinadors. Intervenen el cantant Ramon Muntaner, el 'còmic' Scaramuix, les ombres xineses de La Fanfarra i els titelles Babi. Amb els actors Marta Angelat, Carles Sales i Jaume Sorribas. |                          |                      |
| 41 | «Metamorfosi, 1a part»   | 19 de maig de 1984   |
| Primera part de l'episodi dedicat a la metamorfosi. Intervenen: La cantant Anna Ricci, La fura dels Baus, Vol Ras, els alumnes de l'escola Estel de Barcelona, el còmic Guillem Cifré, les titelles de la companyia La fira fantàstica i les ombres xineses de La Fanfarra. |                          |                      |
| 42 | «Metamorfosi, 2a part»   | 19 de maig de 1984   |
| Segona part de l'episodi dedicat a la metamorfòsi. Intervenen: La cantant Anna Ricci, La fura dels Baus, Vol Ras, els alumnes de l'escola Estel de Barcelona, el còmic Guillem Cifré, les titelles de la companyia La fira fantàstica i les ombres xineses de La Fanfarra. |                          |                      |
| 43 | «Aigua, 1a part»         | 2 de juny de 1984    |
| Primera part de l'episodi dedicat a l'aigua. Intervenen els músics Saki Guillem i Artur Sala, el còmic Roger "La Rivada amb vaselin i loto", l'actor Manuel Dueso, les titelles de La Fira Fantàstica i de La Fanfarra i les ombres xineses de la companyia de titelles de l'Institut del Teatre. |                          |                      |
| 44 | «Aigua, 2a part»         | 2 de juny de 1984    |
| Segona part de l'episodi dedicat a l'aigua. Intervenen els músics Saki Guillem i Artur Sala, el còmic Roger "La Rivada amb vaselin i loto", l'actor Manuel Dueso, les titelles de La Fira Fantàstica i de La Fanfarra i les ombres xineses de la companyia de titelles de l'Institut del Teatre. |                          |                      |
| 45 | «La memòria, 1a part»    | 30 de juny de 1984   |
| Primera part de l'episodi dedicat a la memòria. |                          |                      |
| 46 | «La memòria, 2a part»    | 30 de juny de 1984   |
| Segona part de l'episodi dedicat a la memòria. |                          |                      |
| 47 | «Mirar i veure, 1a part» | 7 de juliol de 1984  |
| Primera part de l'episodi dedicat a la vista. |                          |                      |
| 48 | «Mirar i veure, 2a part» | 7 de juliol de 1984  |
| Segona part de l'episodi dedicat a la vista. |                          |                      |